# Готарз II од Партије
Готарз II (грч. Γοτάρζης, пар. 𐭂𐭅𐭕𐭓𐭆 Gōtarz; вероватно почетак 1. века — 51) је био шаханшах Партије (40—51). Владавину му је обележио грађански рат са братом Варданом.

## Биографија
Готарзово порекло није до краја разјашњено. По једним истраживањима био је син извесног партског племића Гева из Хирканије. Гев је наводно пружио уточиште партском шаханшаху Артабану II кад га је из Месопотамије потиснуо Тиридат III уз помоћ Рима 35. године. Вративши изгубљене позиције следеће године, Артабан се одужио Геву тако што је посинио његовог сина Готарза. Други извори говоре да је Готарз био Артабанов биолошки син. После једне нејасне ситуације која је наступила Артабановом смрћу 38. године, на партски престо је 40. године ступио његов син Вардан. Готарз је одбио да призна његово устоличење и одмах је подигао побуну са циљем да сам преузме престо.
Борба међу браћом потрајала је годинама. У главном је Вардан имао више успеха, пошто је Готарз све више био омражен како међу племством тако међу народом због своје окрутности. У једном тренутку, потискиван од брата, Готарз је кренуо према Јерменији. Међутим, запретио му је римски намесник Сирије Вибије Марс, па је био приморан да се повуче. Готарз је на крају био потиснут у Хирканију, где су му помоћ пружили Дахи, номадски народ који је живео источно од Каспијског језера. Два брата су се ускоро одлучила за споразум, пошто су се обојица бојали завере својих присталица. По споразуму је Вардан остао шаханшах, док је Готарз добио на управу Хирканију. Међутим, убрзо након тога, 47. године, Вардан је страдао у лову, у завери коју је сковао Готарз, који је потом био признат за шаханшаха у целом царству.
О остатку Готарзове владавине нема много података. Тацит помиње да се 49. године у Партији као узурпатор појавио Митридат, син шаханшаха Вонона I. Године 50. или 51. Готарз га је поразио у бици. Поштедео му је живот, али му је одсекао уши искључивши на тај начин било какву могућност његове будуће узурпације. По свему судећи, Готарз је ускоро потом и умро. Наследио га је Вонон II, краљ Атропатене и брат Артабана II.